# Jacques de Morgan
Jean-Jacques de Morgan (Huisseau-sur-Cosson, Loir-et-Cher, 3 de junio de 1857-Marsella,  14 de junio de 1924) fue un ingeniero de minas, geólogo y arqueólogo francés. Fue director de Antigüedades en Egipto a finales del siglo XIX, y excavó en Menfis y Dashur, proporcionando muchos dibujos de muchas pirámides egipcias. También trabajó en Stonehenge, Persépolis, y muchos otros sitios.
Fue también a la Armenia rusa, como gerente de una mina de cobre en Akhtala. "El Cáucaso es de especial interés en el estudio de los orígenes de los metales, es el punto más oriental del que se conocen restos prehistóricos; más antiguo que Europa y Grecia, aún conserva las huellas de aquellas civilizaciones que fueron la cuna de la nuestra". En 1887-1889 desenterró 576 tumbas en torno a Alaverdi y Akhtala, cerca de la línea ferroviaria Tiflis-Alexandropol.

## Biografía
Su padre Eugeàne, también llamado "barón" de Morgan, era ingeniero en hallazgos minerales, y sus intereses estaban en la entomología y la prehistoria. Llamó a sus dos hijos Henry y Jacques, que más tarde se dedicaron a trabajos de campo, excavando con él las fallas de Campigny cerca de Ruan, que había dado nombre a la primera fase del neolítico europeo. Con su padre, Jacques conoció a Gabriel de Mortillet, que estaba conectado con el Museo Nacional de Antigüedades de Saint-Germain durante las investigaciones de los cementerios merovingios, y que le enseñó cómo catalogar los objetos excavados. El objetivo de De Morgan era ser geólogo profesional como su padre, y su estilo de vida personal le había brindado una forma de viajar y estudiar desde su primera juventud. En 1879 empezó a publicar los resultados de su investigación, ilustrados con dibujos notables por su finura y precisión documental.

## Viajes

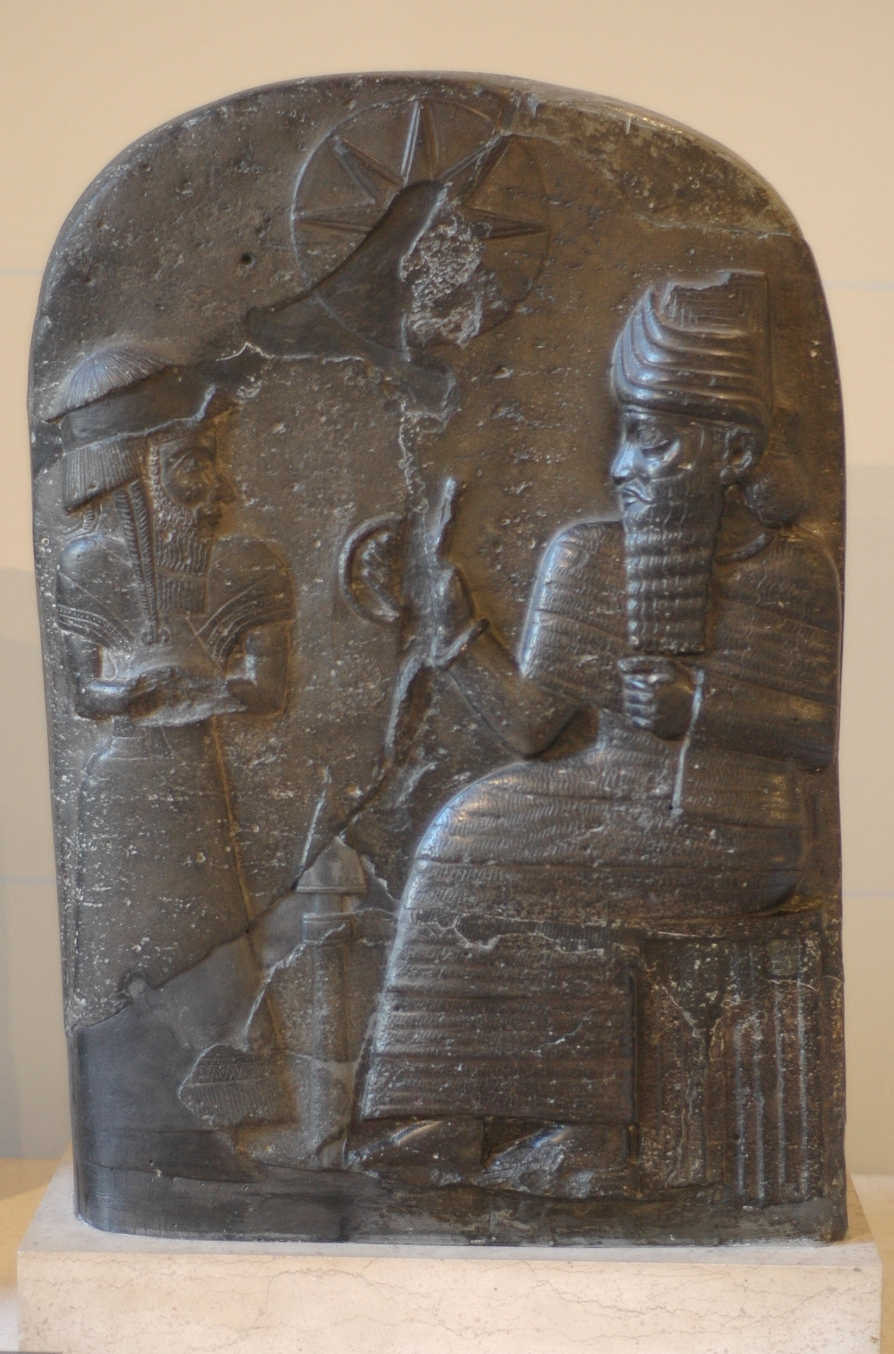
Estela babilónica usurpada por un rey elamita. Basalto, De Susa.

De joven viajó a Perak, un nuevo protectorado británico en Malasia. En 1884, fue comisionado por Hugh Low, residente en Perak, para elaborar el primer mapa geológico y minero de la región de Kinta, a cambio de una concesión de estaño en Kliang Lallang cerca Gopeng. De Morgan estudió las minas de estaño en torno a Lahat, Papan, Pusing y Gopeng. Un fotograbado del mapa, que también mostró la topografía y el sistema de drenaje del Valle de Kinta, fue incluido en el informe anual de Perak de 1884.
Mientras estaba en Kinta, de Morgan fue guiado por un prospector mandailing llamado Kulop Riau, usando guías y porteadores Orang asli. De Morgan se quedó con los orang asli y realizó observaciones etnológicas y dibujos en su diario de viaje. De Morgan también conoció a Raja Bilah, el jefe de los  mandailing en Papan y el decano de la mandailing de Perak. De Morgan observó minas chinas, mandailing y europeas en Papan, y señaló que la mina más importante pertenecía a Raja Bilah.
A su regreso a Francia, formó una empresa minera de estaño, pero parece haber perdido su interés económico cuando esta se fusionó con la Société des Mines de'Etain de Perak en 1886 para formar la Société des Etains de Kinta (SEK) que se convirtió en la mina más antigua de Malasia.
De Morgan viajó a la provincia de Juzestán mientras trataba de volver sobre las rutas de las campañas asirias en Elam. Llegó a Susa, la antigua capital de Elam, que había sido explorada hacía seis años por una expedición dirigida por Marcel Dieulafoy. Al explorar las ruinas en las afueras de la pequeña localidad de Shush, despertó su curiosidad el montículo conocido como "la Ciudadela", en donde encontró algunos pedernales y fragmentos de cerámica antiguos. Estos hallazgos le llevaron a abrir de nuevo las excavaciones en el sitio.
En Teherán, le confió sus planes al ministro francés, René de Balloy, que estaba ansioso de obtener para Francia el monopolio de la investigación arqueológica en Persia. Sin embargo, llevó tiempo antes de que todos estos esfuerzos, bajo la dirección de De Morgan, tuvieran éxito. Mientras tanto, publicó su Misión Científica en Persia, con cuatro volúmenes de estudios geológicos, dos volúmenes de estudios arqueológicos de las tumbas y otros monumentos, un volumen dedicado a los dialectos kurdos y las lenguas del norte de Persia, un volumen de textos mandeos, y dos volúmenes de estudios geográficos.
"Las excavaciones en Susa fueron dirigidas por Jacques de Morgan en 1897 y realizadas por otros hasta el estallido de la Primera Guerra Mundial. Entre sus muchos descubrimientos hay ocho placas perforadas, tres de ellas enteras o casi enteras, y el resto fragmentadas."
El hallazgo más importante, sin embargo, fue la famosa Estela de Naram-Sin, posiblemente traída a Susa como botín de guerra por el rey elamita Shutruk-Nahhunte.

## Algunas publicaciones
- Catalogue des monuments et inscriptions de l’Égypte antique, vol. 1: Nubie à Kom Ombos, 1894; vol. 2 y 3: Description du Temple d’Ombos, 1895–1909
- Fouilles a Dahchour 1894-1895, 2 tomos, Viena 1903
- Recherches sur les Origines de l’Égypte, 2 tomos, 1896–1897
- Manuel de Numismatique Orientale, 3 tomos, 1923–1936 (inconcluso)